# أميليا كورتيس
أميليا كورتيس هي ممثلة سويدية، ولدت في 28 أغسطس 1972 في ستوكهولم في السويد.

## وصلات خارجية
- أميليا كورتيس على موقع IMDb (الإنجليزية)
- أميليا كورتيس على موقع قاعدة بيانات الفيلم (الإنجليزية)